# Warschau (KL)
Waffen-SS Konzentrationslager Warschau, Arbeitslager Warschau, potocznie „Gęsiówka” – niemiecki nazistowski obóz koncentracyjny utworzony na rozkaz Reichsführera-SS Heinricha Himmlera na terenie byłego getta warszawskiego, funkcjonujący od lipca 1943 do sierpnia 1944.
KL Warschau zajmował obszar pomiędzy ówczesnymi ulicami Gęsią, Zamenhofa, Okopową, Glinianą, Ostrowską i Wołyńską. Początkowo funkcjonował jako samodzielny obóz, później został przekształcony w filię obozu na Majdanku. Przeszło przezeń co najmniej 7250 więźniów. Byli to Żydzi z różnych krajów Europy, których zmuszano do pracy przy rozbiórce ruin getta oraz przy pozyskiwaniu i segregowaniu wszelkiego wartościowego mienia znajdującego się jeszcze na jego terenie. Obóz oraz przylegające do niego ruiny były także wykorzystywane przez Niemców jako miejsce egzekucji. Masowo rozstrzeliwano tam polskich więźniów politycznych, ofiary łapanek oraz Żydów ujętych „po aryjskiej stronie”. Liczba ofiar KL Warschau jest szacowana na ok. 20 tys., w tym ok. 10 tys. Polaków.
Pod koniec lipca 1944 Niemcy przystąpili do ewakuacji obozu. Blisko 4 tys. więźniów pognano pieszo do Kutna, a tych, którzy przeżyli ów „marsz śmierci”, wywieziono do KL Dachau. 5 sierpnia 1944 obóz został zdobyty przez żołnierzy batalionu „Zośka”, którzy wyzwolili 348 przebywających w nim jeszcze Żydów.
Zdaniem Marii Trzcińskiej KL Warschau miał o wiele większe rozmiary, niż przyjmuje to oficjalna historiografia, oraz stanowił obóz zagłady, w którym przy użyciu komór gazowych Niemcy masowo eksterminowali mieszkańców Warszawy. W obozie miało zginąć 200 tys. osób, w większości etnicznych Polaków. Teoria Trzcińskiej jest odrzucana przez Instytut Pamięci Narodowej oraz przez większość historyków.

## Geneza

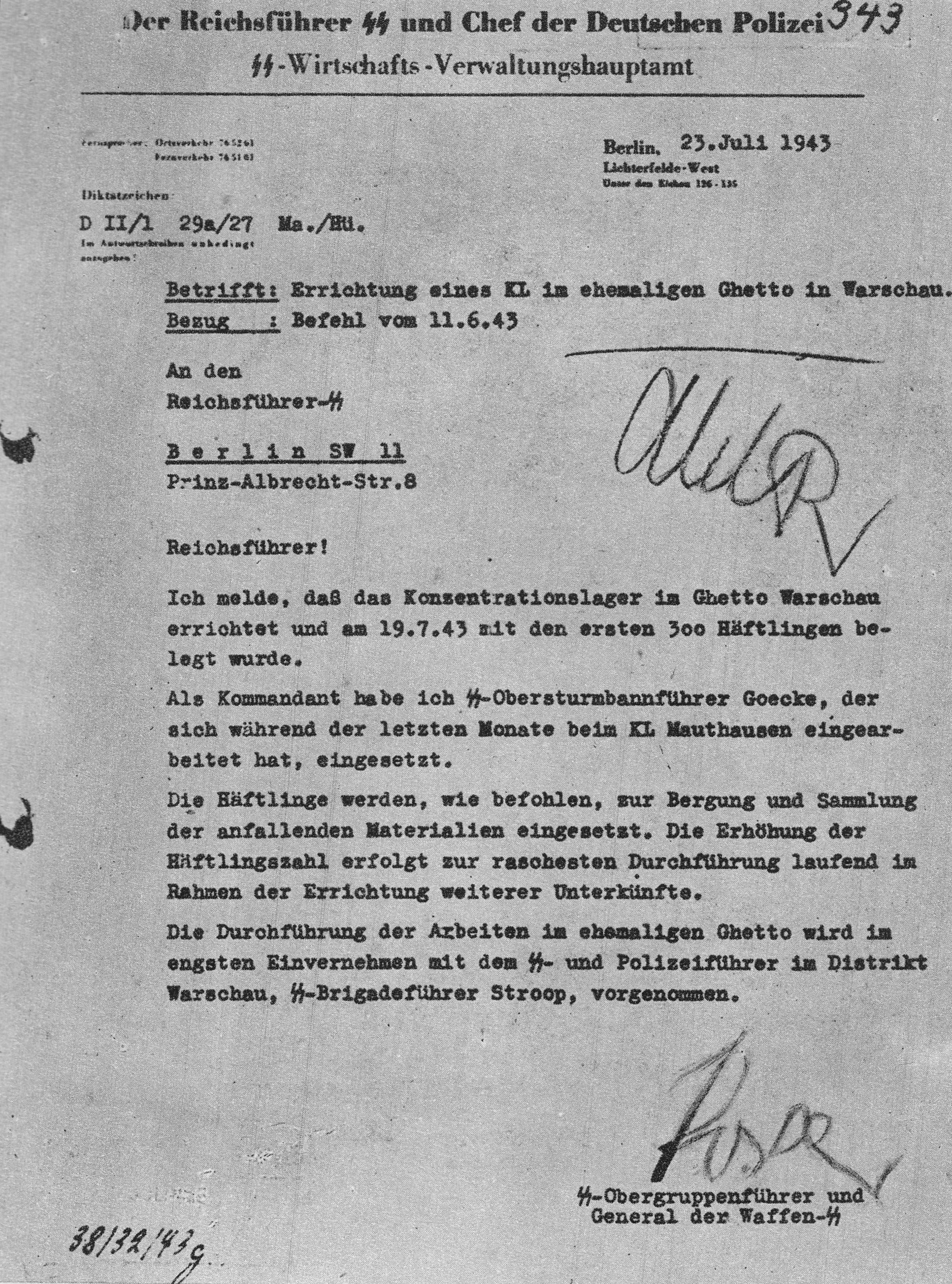
Pismo szefa Głównego Urzędu Gospodarczo-Administracyjnego SS Oswalda Pohla do Heinricha Himmlera z 23 lipca 1943 w sprawie utworzenia KL Warschau

Pomysłodawcą utworzenia KL Warschau był Reichsführer-SS Heinrich Himmler. O obozie koncentracyjnym w Warszawie wspomniał on po raz pierwszy w piśmie z 9 października 1942, w którym informował placówki SS i Wehrmachtu w Generalnym Gubernatorstwie, że wszyscy żydowscy rzemieślnicy, którzy uniknęli dotąd deportacji do obozów zagłady, zostaną zgromadzeni „w najbliżej znajdujących się obozach koncentracyjnych, tzn. w Warszawie, Lublinie”. W obozach takich jak warszawski – organizowanych w miejscach, gdzie uprzednio mieściły się getta – mieli także docelowo zostać ulokowani żydowscy robotnicy, a także zamierzano tam uruchomić zakłady zbrojeniowe wykorzystujące ich pracę. Kolejnym krokiem miało być ograniczenie liczby „żydowskich fabryk” oraz ich stopniowe przenoszenie do obozów na Lubelszczyźnie, a stamtąd dalej na wschód. Reichsführer-SS zakładał, że koncentracja całej żydowskiej siły roboczej w obozach kontrolowanych przez Główny Urząd Gospodarczo-Administracyjny SS (SS-WVHA) stanowić będzie jeden z pierwszych kroków na drodze do budowy imperium gospodarczego SS na Wschodzie. Jego działania napotkały jednak na opór ze strony władz wojskowych, administracyjnych i policyjnych Generalnego Gubernatorstwa, a także ze strony Ministerstwa Uzbrojenia i Amunicji oraz niemieckich przedsiębiorstw wykorzystujących niewolniczą pracę Żydów. Na skutek ich zabiegów Himmler nie zdołał w całości zrealizować swych zamierzeń. Nie udało się skoncentrować wszystkich „żydowskich fabryk” w obozach kontrolowanych przez SS, nie utworzono też obozu koncentracyjnego w Warszawie.
W związku z planami całkowitej likwidacji getta warszawskiego Himmler powrócił wkrótce do pomysłu utworzenia obozu koncentracyjnego w Warszawie. W piśmie z 16 lutego 1943 adresowanym do SS-Obergruppenführera Oswalda Pohla wydał rozkaz zorganizowania obozu koncentracyjnego na terenie „dzielnicy żydowskiej” w Warszawie, a także zarządził przeniesienie doń wszystkich prywatnych przedsiębiorstw niemieckich działających dotychczas w getcie. Obóz wraz z jego zakładami i mieszkańcami miał następnie zostać „możliwie najszybciej przeniesiony do Lublina i okolicy”. Tego samego dnia Himmler wystosował również pismo do Wyższego Dowódcy SS i Policji w Generalnym Gubernatorstwie SS-Obergruppenführera Friedricha Wilhelma Krügera, w którym nakazywał, aby po przeniesieniu warszawskiego obozu do Lublina zabudowania opustoszałego getta zostały całkowicie wyburzone.

Należy mi przedłożyć kompletny plan zburzenia getta. W każdym razie należy doprowadzić do usunięcia z horyzontu pomieszczeń mieszkalnych, dotychczas użytkowanych przez 500 000 podludzi, a które nigdy nie będą się nadawać dla Niemców, i zmniejszenia milionowego miasta Warszawa, które zawsze było niebezpiecznym zarzewiem rozkładu i powstania – fragment pisma Himmlera do Krügera z 16 lutego 1943.

Planów Himmlera nie udało się w całości zrealizować przed wybuchem powstania w getcie warszawskim. Obóz koncentracyjny nie został bowiem utworzony, a tylko część niemieckich zakładów została wraz z żydowskimi robotnikami przeniesiona do obozów na Majdanku, w Trawnikach, czy Poniatowej.
Do koncepcji utworzenia obozu koncentracyjnego w Warszawie powrócono po raz kolejny po stłumieniu powstania w getcie. SS-Brigadeführer Jürgen Stroop zaproponował wówczas w swym raporcie, aby więzienie SD i policji bezpieczeństwa na Pawiaku przekształcić w obóz koncentracyjny (16 maja 1943). Himmler zaakceptował tę propozycję i 11 czerwca 1943 wydał rozkaz o treści:

Zarządzam, aby Dzielna – więzienie w dawnym getto warszawskim – przekształcona została w obóz koncentracyjny. Za pomocą więźniów zebrane i zwiezione mają być miliony cegieł, żelastwa i innych materiałów z terenu byłego getta. Należy stworzyć szczególny nadzór nad więźniami zatrudnionymi przy tych robotach. Nakazuję […], by dzielnica miasta, stanowiąca dawne getto, została całkowicie zrównana z ziemią, każda piwnica i każdy kanał zostały zasypane. Po zakończeniu tych robót na teren ten należy nawieźć ziemi rodzimej i założyć tam duży park.

Ostatecznie Pawiak zachował jednak status więzienia, a obóz koncentracyjny wzniesiono w rejonie pobliskiej ul. Gęsiej – także znajdującej się wewnątrz zamkniętej strefy byłego getta. 19 lipca 1943 dotarło tam pierwszych 300 więźniów, których przywieziono transportem z KL Buchenwald (byli to Niemcy, w większości kryminaliści). Dzień ten uznawany jest za datę rozpoczęcia działalności przez KL Warschau.

## Historia obozu

### Formalny status i nazwa
Przez pierwszych dziesięć miesięcy KL Warschau miał status samodzielnego obozu koncentracyjnego. Jego komendantura podlegała Głównemu Urzędowi Gospodarczo-Administracyjnemu SS, lecz jednocześnie blisko współpracowała z niemieckimi władzami policyjnymi w Warszawie, zwłaszcza podczas akcji pacyfikacyjnej z przełomu 1943/44, która wymierzona była w polską ludność stolicy. W tym okresie obóz nosił nazwę: Waffen-SS Konzentrationslager Warschau. Był jednym z trzech – obok Majdanka i Płaszowa – obozów koncentracyjnych utworzonych przez Niemców na terytorium Generalnego Gubernatorstwa.
W maju 1944 KL Warschau został przekształcony w filię obozu koncentracyjnego na Majdanku. Nosił odtąd nazwę Waffen-SS Konzentrationslager Lublin – Arbeitslager Warschau. Czasami w niemieckich dokumentach określano go także mianem Arbeitslager Warschau. Schutzhaftlager.
W polskich źródłach KL Warschau bywa często nazywany „Gęsiówką”. Jest to związane z faktem, iż na potrzeby obozu zajęto kompleks budynków tzw. Koszar Wołyńskich przy zbiegu ulic Gęsiej i Zamenhofa, gdzie przed wojną mieściło się polskie więzienie wojskowe, a po rozpoczęciu niemieckiej okupacji – kolejno Areszt Centralny dla Dzielnicy Żydowskiej oraz wychowawczy obóz pracy policji bezpieczeństwa. Kompleks więzienny nazywany był potocznie „Gęsiówką”, a ludność Warszawy z czasem zaczęła stosować tę nazwę także w odniesieniu do KL Warschau.

### Lokalizacja i opis obozu

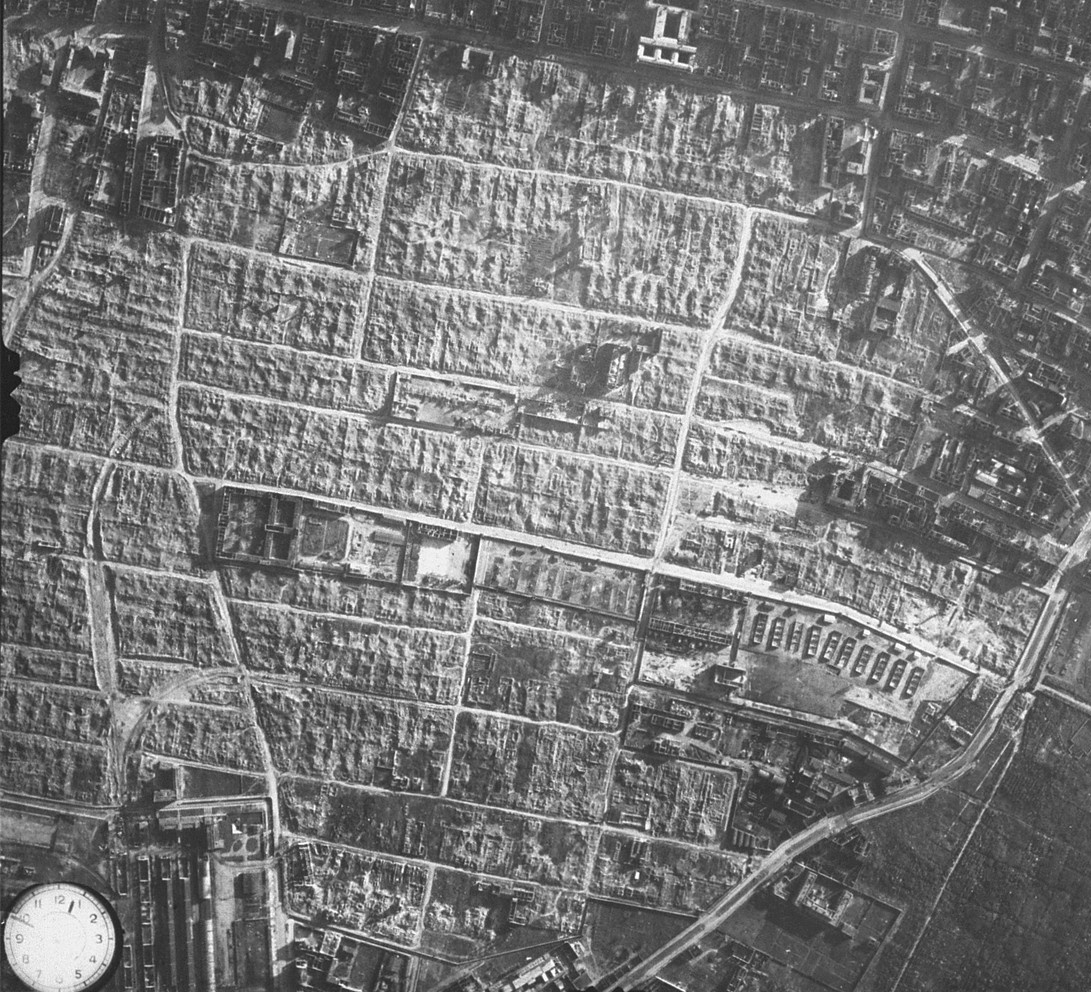
Zdjęcie lotnicze wykonane w listopadzie 1944, przedstawiające ruiny getta warszawskiego. Pośrodku widoczne zabudowania KL Warschau

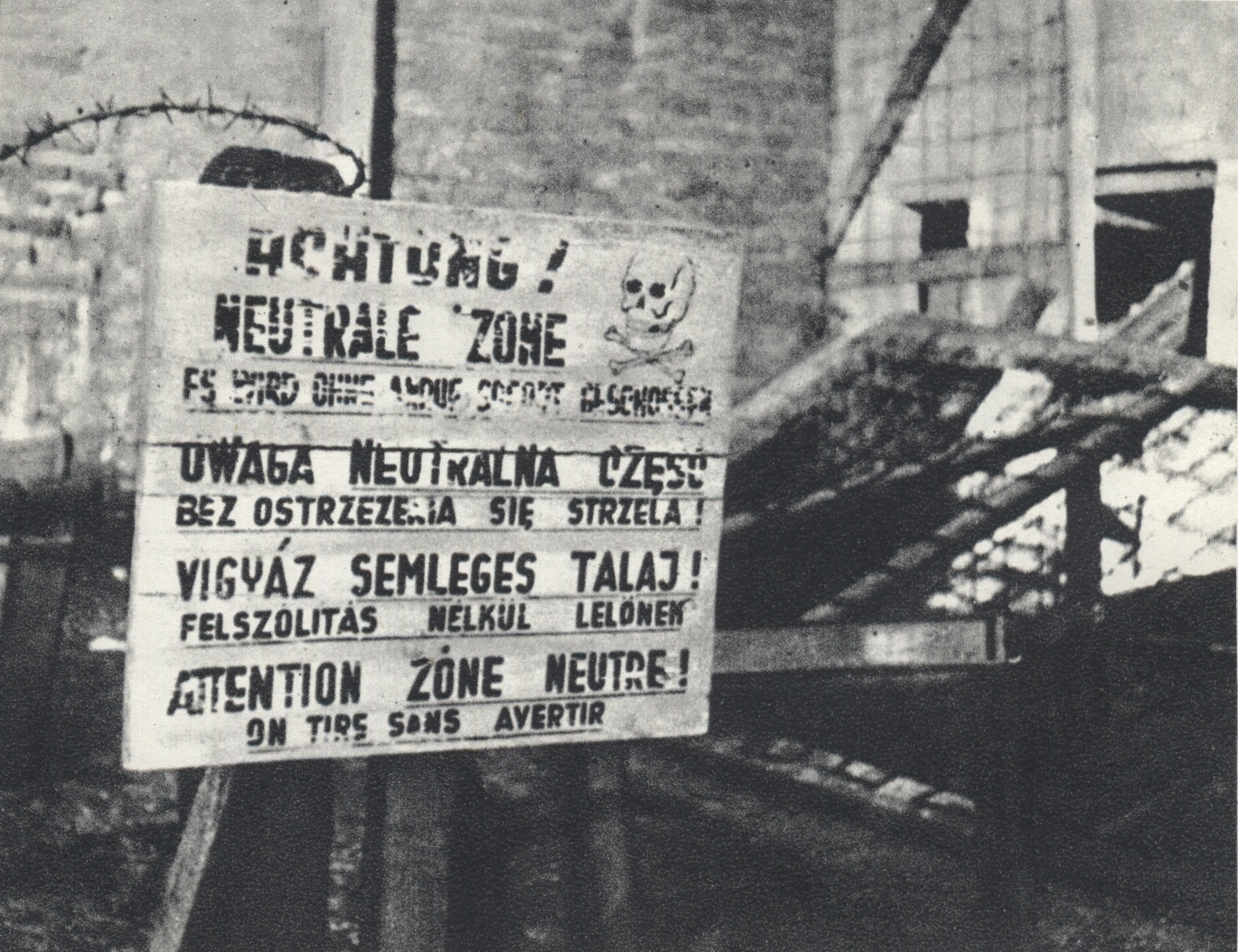
Tablica z ostrzegawczymi napisami w czterech językach, ustawiona w pobliżu bramy głównej

KL Warschau został utworzony wewnątrz zamkniętej i wyludnionej strefy byłego getta – ogrodzonej murem, zabezpieczonej przez niemieckie straże i patrole policyjne. Na potrzeby obozu zaadaptowano zabudowania dawnego Wojskowego Więzienia Śledczego („Gęsiówki”) oraz przyległe do niego place, które rozciągały się wzdłuż ul. Gęsiej. Obóz zajmował obszar w kształcie prostokąta, którego granice wyznaczały: od wschodu – ul. Zamenhofa, od południa – ul. Gęsia, od zachodu – ul. Okopowa, od północy – ulice Gliniana, Ostrowska i Wołyńska.
Świadectwa ocalałych więźniów oraz relacje złożone przez żołnierzy AK uczestniczących w wyzwalaniu obozu wskazują, że KL Warschau był podzielony na dwie części. Pierwszą z nich stanowił tzw. Lager I, zwany również „starym obozem”. W jego skład wchodziły kompleks budynków „Gęsiówki” oraz leżące w jego sąsiedztwie drewniane baraki, które wybudowano w pierwszym okresie funkcjonowania obozu. Drugą część stanowił tzw. Lager II, zwany też „nowym obozem”, który obejmował murowane baraki wybudowane wzdłuż ul. Gęsiej (między ulicami Okopową i Smoczą).
Ze względu na fakt, iż nie zachował się żaden fragment zabudowy KL Warschau, wygląd i wyposażenie obozu można odtworzyć wyłącznie na podstawie relacji świadków, zdjęć lotniczych oraz zdjęć wykonanych po wyzwoleniu obozu lub w trakcie powojennych prac ekshumacyjno-śledczych. Wiadomo, że obóz był otoczony wysokim murem i zabezpieczony przez wieżyczki strażnicze. Główna brama wjazdowa znajdowała się przy ul. Gęsiej 24. Na terenie obozu wybudowano 21 baraków o długości ok. 70 metrów, z których każdy mógł pomieścić 600 więźniów. W obrębie zabudowań dawnego więzienia wojskowego, pod współczesnym adresem ul. Karmelicka 17A, znajdowało się krematorium, w którym palono ciała zmarłych i zamordowanych więźniów oraz osób straconych w ruinach getta. Niemcy przystąpili także do budowy dwóch innych krematoriów, nie zdołali ich jednak oddać do użytku przed ewakuacją obozu. W jednym z budynków „Gęsiówki” urządzono ponadto salę tortur, a na jednym z więziennych dziedzińców – kasyno dla esesmanów. Na przełomie 1943/44 w obozie wybudowano łaźnię.
Istnieją przesłanki, które mogłyby wskazywać, że na terenie KL Warschau funkcjonowała co najmniej jedna komora gazowa, służąca do mordowania więźniów obozu ścisłego, a także polskich zakładników i więźniów politycznych. W ocenie Bogusława Kopki dostępne dowody nie pozwalają jednak ani potwierdzić, ani jednoznacznie wykluczyć hipotezy o jej istnieniu. Podkreśla on ponadto, że nawet jeśli w KL Warschau rzeczywiście mordowano ludzi przy użyciu gazu, to z pewnością nie odbywało się to na taką skalę, jak miało to miejsce w obozach zagłady.

### Personel

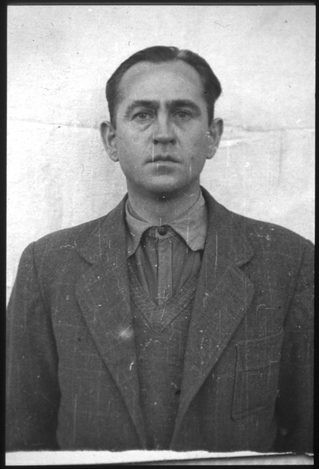
Friedrich Wilhelm Ruppert, ostatni komendant KL Warschau. Zdjęcie wykonane w alianckiej niewoli

W pierwszym okresie funkcjonowania obozu jego załoga składała się prawdopodobnie z ok. 380 esesmanów. Kierownicze stanowiska zajmowali oficerowie i podoficerowie będący przedwojennymi obywatelami III Rzeszy (reichsdeutsche) natomiast szeregowi strażnicy rekrutowali się na ogół spośród volksdeutschów z różnych krajów europejskich – przede wszystkim z Europy Południowo-Wschodniej.
Funkcję komendanta obozu (niem. Lagerkommandant) pełnili kolejno:
- SS-Obersturmbannführer Wilhelm Goecke (do października 1943);
- SS-Hauptsturmführer Nikolaus Herbet (od października 1943 do końca kwietnia 1944);
- SS-Obersturmführer Friedrich Wilhelm Ruppert (od maja do końca czerwca 1944).

Funkcję kierownika obozu (niem. Schutzhaftlagerführer) i dowódcy straży pełnili kolejno:
- SS-Obersturmführer Wilhelm Härtel (od lata 1943 do końca kwietnia 1944);
- SS-Unterscharführer Heinz Villain (do końca lipca 1944).

Jak wskazuje Bogusław Kopka, w porównaniu z innymi kacetami KL Warschau dysponował okrojoną komendanturą, między innymi nie utworzono wydziału politycznego (Politische Abteilung), nie obsadzono też części wakatów. Spośród zidentyfikowanych członków komendantury wymienić można: SS-Unterscharführera Karla Leuckela (kierownik administracyjny), SS-Oberscharführera Franza Mielenza (Rapportführer i kierownik ds. zatrudnienia więźniów), SS-Hauptsturmführera Willego Jobsta i SS-Hauptsturmführera Heinricha Schmitza (obozowi lekarze).
Do warszawskiego obozu trafiali zazwyczaj esesmani uważani za mało wartościowy materiał ludzki. Pierwsi dwaj komendanci wykazywali się niekompetencją i niewielkim zainteresowaniem sprawami obozu. Z kolei wielu volksdeutschów słabo władało językiem niemieckim, niektórzy byli wręcz analfabetami. Korupcja była zjawiskiem powszechnym i sięgała szczytów obozowej hierarchii. Rozmaite nieprawidłowości przybrały w pewnym momencie tak duże rozmiary, że konieczna stała się interwencja organów sądowych SS. W kwietniu 1944 zostali aresztowani komendant Nikolaus Herbet, Schutzhaftlagerführer Wilhelm Härtel oraz starszy obozu Walter Wawrzyniak. Rozwiązano także komendanturę obozu i odwołano niemal wszystkich jej członków. Na przełomie kwietnia i maja  przeniesiono do KL Sachsenhausen całą kompanię wartowniczą. Z dniem 1 maja 1944 KL Warschau został zdegradowany do rangi filii Majdanka, a jego personel stanowili odtąd esesmani odkomenderowani z lubelskiego obozu. Wszystkie te działania – łącznie z całkowitą wymianą kierownictwa i załogi obozu – nie przełożyły się jednak w praktyce na ograniczenie korupcji i innych nadużyć.

### Więźniowie i ofiary

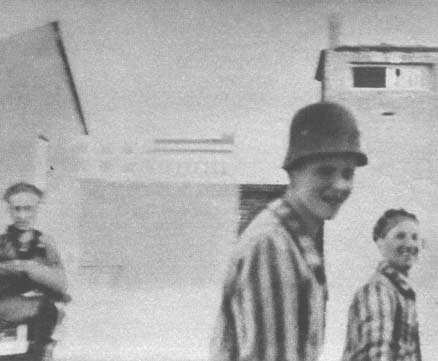
Więźniowie KL Warschau wyzwoleni przez powstańców warszawskich

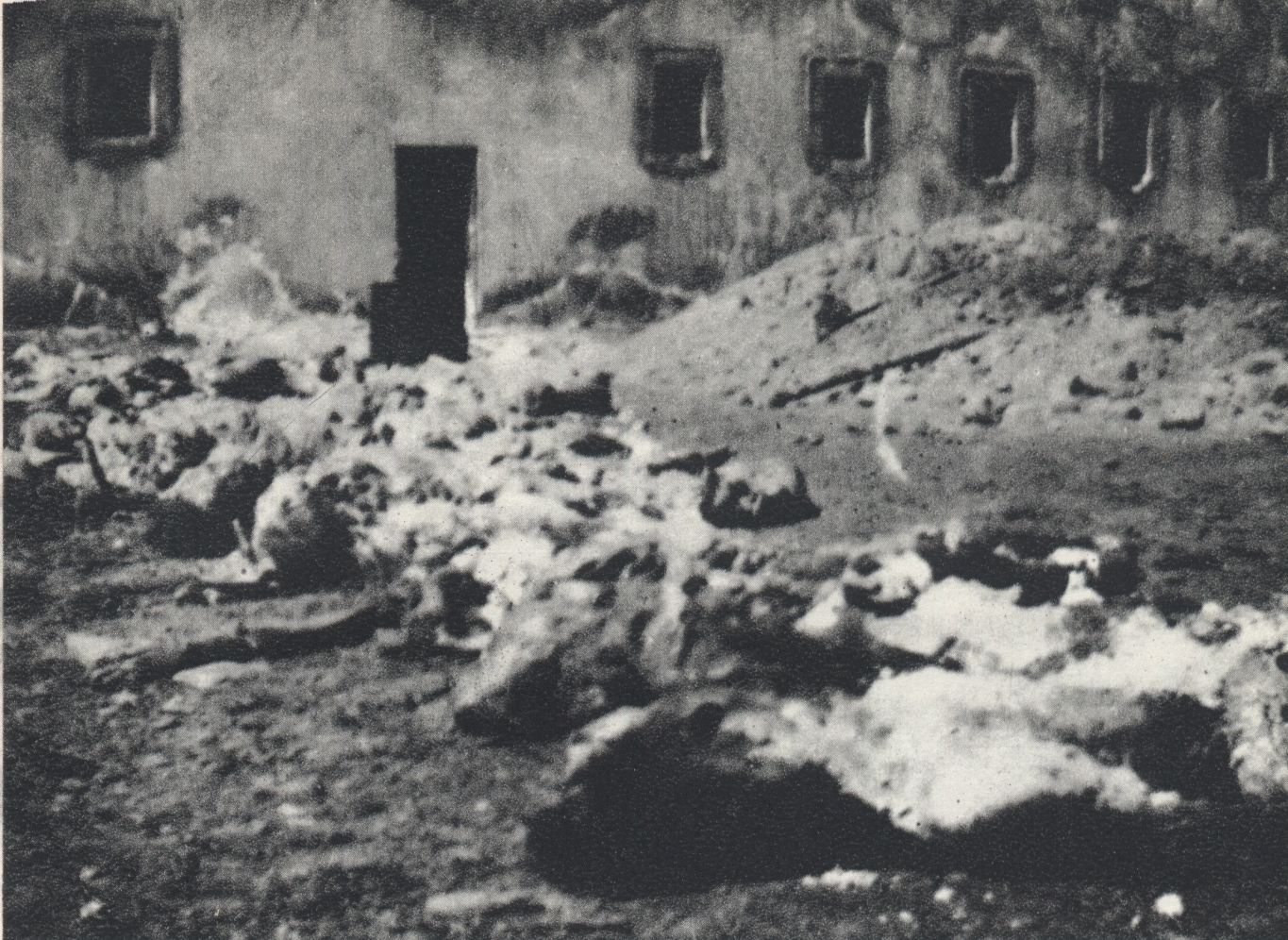
Szczątki ekshumowane na terenie więzienia wojskowego przy ul. Gęsiej

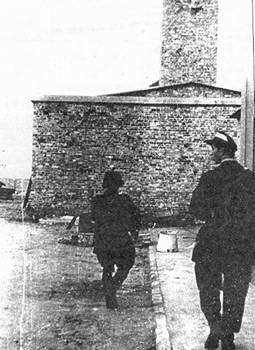
Żołnierze batalionu „Zośka” w zdobytym obozie. W tle widoczne krematorium

Tym co wyróżniało KL Warschau na tle innych obozów koncentracyjnych, był fakt, że osadzano w nim wyłącznie więźniów narodowości żydowskiej (pomijając kategorię więźniów funkcyjnych). Ponadto warszawski kacet nie przyjmował więźniów „ze skierowaniem”, tj. zesłanych do obozu koncentracyjnego na mocy decyzji RSHA lub lokalnych placówek policji bezpieczeństwa. Trafiali doń wyłącznie więźniowie skierowani z innych obozów podlegających Głównemu Urzędowi Gospodarczo-Administracyjnemu SS. Byli to w większości mężczyźni poniżej 40. roku życia, uznani przez Niemców za zdolnych do ciężkiej pracy fizycznej. Dopiero w ostatnich dniach istnienia obozu osadzono tam grupę kobiet – żydowskich więźniarek przeniesionych z pobliskiego Pawiaka. Niemcy starali się umieszczać w KL Warschau przede wszystkim Żydów z różnych krajów europejskich, gdyż liczyli, że nieznajomość języka uniemożliwi im nawiązanie kontaktu z mieszkańcami Warszawy. Do obozu przy ul. Gęsiej trafiła w rezultacie tylko niewielka liczba Żydów polskich.
Jako pierwsi, transportem z 19 lipca 1943, przybyli do KL Warschau niemieccy więźniowie z obozu w Buchenwaldzie (300 osób). Zdecydowanie przeważali wśród nich kryminaliści; w transporcie znalazła się także pewna liczba więźniów politycznych i tzw. osobników aspołecznych. W warszawskim obozie objęli oni stanowiska więźniów funkcyjnych (kapo, blokowych itp.). Funkcję starszego obozu (Lagerälteste) objął Walter Wawrzyniak, który pełnił ją do końca kwietnia 1944.
Pierwszy transport z więźniami żydowskimi dotarł do obozu przy ul. Gęsiej 31 sierpnia 1943. Łącznie między 31 sierpnia a 27 listopada 1943 do KL Warschau skierowano z Auschwitz-Birkenau cztery transporty, w których wedle oficjalnych danych znalazło się 3683 Żydów. W tym okresie najliczniejszą grupę narodowościową wśród więźniów obozu stanowili Żydzi greccy. Z Auschwitz trafiło także do Warszawy wielu Żydów austriackich, belgijskich, francuskich, holenderskich i niemieckich. W jednym z transportów znalazło się ponadto 50 polskich Żydów. Struktura narodowościowa zmieniła się znacząco wiosną 1944 roku, gdy do obozu przy ul. Gęsiej skierowano z Auschwitz kilka transportów z Żydami węgierskimi (ok. 3 tys. osób). W ostatnich miesiącach istnienia KL Warschau to oni stanowili większość więźniów obozu.
Dokładna liczba więźniów, którzy przeszli przez KL Warschau, pozostaje trudna do ustalenia, gdyż szacunki zawarte w rozmaitych źródłach wahają się od 1500 do 40 tys. Autorzy opracowania Encyclopedia of Camps and Ghettos szacowali ją na około 8–9 tys. osób. Z kolei Bogusław Kopka opierając się na zachowanych niemieckich dokumentach, szacuje, że w obozie było przetrzymywanych co najmniej 7250 osób, w tym:
- 300 więźniów funkcyjnych narodowości niemieckiej.
- ok. 3700 Żydów przywiezionych w 1943 roku czterema transportami z Auschwitz-Birkenau.
- ok. 3000 Żydów węgierskich przywiezionych wiosną 1944 roku z Auschwitz-Birkenau.
- 50 Żydów – wykwalifikowanych robotników przekazanych przez Ostbahn do KL Warschau w 1943 roku.
- 200 Żydów przeniesionych do KL Warschau z więzienia na Pawiaku.

Podobnie jak więźniowie innych kacetów Żydzi osadzeni w KL Warschau nosili obozowe pasiaki i drewniane trepy. Na piersiach naszyte mieli Gwiazdy Dawida wraz z łacińską literą oznaczającą kraj pochodzenia. Nowo przybyłym ścinano krótko włosy i prowadzono ich do kąpieli i dezynfekcji, która odbywała się najpierw na Pawiaku, a później w obozowej łaźni. W odmienny sposób traktowano więźniów funkcyjnych. Nosili oni cywilne ubrania, byli uzbrojeni, mieszkali w osobnym baraku (z wyjątkiem blokowych), a nawet mogli czasami opuszczać teren obozu.
Więźniowie KL Warschau byli zatrudniani do pracy przy wyburzaniu ruin getta, usuwaniu gruzu i niwelacji terenu pod zaplanowany przez Himmlera park. Zajmowali się także pozyskiwaniem surowców oraz wszelkiego mienia, które znajdowało się jeszcze na terenie byłej „dzielnicy żydowskiej” (np. cegieł, złomu, kabli, rozmaitych urządzeń). Przy wykorzystaniu ich niewolniczej pracy Niemcy uzyskali 34 mln sztuk cegieł, 7,3 tys. tony złomu żelaznego oraz 805 ton metali nieżelaznych. Z terenów getta wywieziono 131 400 m³ gruzu. Spośród więźniów utworzono także specjalne komando, którego zadaniem było poszukiwanie w ruinach kosztowności, dewiz i wartościowych przedmiotów. Odrębne komando pracowało na Umschlagplatzu przy ul. Stawki, gdzie zajmowało się sortowaniem i magazynowaniem pozyskanych surowców i mienia.
Z niewolniczej pracy więźniów korzystały niemieckie przedsiębiorstwa: „Merckle” z Ostrowa Wielkopolskiego, „Ostdeutscher Tiefbau” z Naumburga, „Berlinisches Baugeschäft” z Berlina i „Willy Keymer” z Warszawy. Obok żydowskich więźniów do prac na terenie byłego getta zatrudniano również wolnych pracowników, Polaków i Niemców. Jako wykwalifikowani robotnicy zajmowali się najczęściej obsługą maszyn, fachowymi pracami technicznymi lub zakładaniem ładunków wybuchowych. W pewnym okresie ich liczba przewyższyła nawet liczbę więźniów obozu.
Warunki panujące w KL Warschau były niezwykle ciężkie. Więźniowie cierpieli głód, który był tym większy, że do obozu nie docierały żadne paczki żywnościowe. Aprowizację poprawiała nieco obecność polskich robotników, gdyż więźniowie zyskali dzięki niej możliwość nielegalnego zakupu żywności. Żydów poddawano „wyniszczeniu przez pracę”. Panowały fatalne warunki sanitarne, a głodnych i wyczerpanych więźniów dziesiątkowały epidemie chorób zakaźnych. Obozowy lazaret stanowił, wedle słów dr. Felicjana Lotha, „parodię izby chorych”, a pacjenci niezdolni do pracy byli zazwyczaj zabijani. Strażnicy i więźniowie funkcyjni pod byle pretekstem katowali i mordowali więźniów. Często zdarzały się także śmiertelne wypadki przy pracach rozbiórkowych. Do marca 1944 poniosło śmierć blisko 75 proc. więźniów, na skutek czego liczba osadzonych zmniejszyła się do około tysiąca. Zmusiło to Niemców do skierowania do obozu kilku transportów z Żydami węgierskimi.
KL Warschau stanowił także miejsce kaźni ludności Warszawy. Na terenie obozu oraz w rozciągających się wokół niego ruinach getta Niemcy masowo rozstrzeliwali polskich więźniów politycznych, zakładników schwytanych w czasie ulicznych łapanek, a także Żydów ujętych „po aryjskiej stronie”. W okresie od maja 1943 do końca lipca 1944 egzekucje odbywały się tam niemal codziennie. Miały miejsce przypadki, gdy w pojedynczych egzekucjach mordowano dziesiątki, a nawet setki Polaków i Żydów. W rozstrzeliwaniach uczestniczyli często esesmani z załogi KL Warschau, a ciała ofiar były palone w obozowym krematorium lub na stosach ułożonych na wolnym powietrzu (w obrębie obozu lub w jego sąsiedztwie). Do zbierania i palenia zwłok zmuszani byli żydowscy więźniowie zatrudnieni w tzw. komandzie śmierci. Po wykonaniu zadania członkowie komanda często byli likwidowani. Inną kategorią ofiar KL Warschau byli Żydzi ukrywający się w ruinach getta, których często odnajdywano podczas prac rozbiórkowych i rozstrzeliwano na miejscu.
Instytut Pamięci Narodowej szacuje liczbę ofiar KL Warschau na ok. 20 tys., w tym ok. 10 tys. Polaków. W liczbie tej ujęci zostali zarówno więźniowie obozu ścisłego, jak też osoby rozstrzelane na terenie obozu lub w jego sąsiedztwie. Według autorów opracowania Encyclopedia of Camps and Ghettos liczba ofiar KL Warschau wyniosła około 4–5 tys. osób, przy czym uwzględnili w niej jedynie więźniów obozu ścisłego.

### Ewakuacja i wyzwolenie
W związku ze zbliżaniem się Armii Czerwonej Niemcy przystąpili latem 1944 do ewakuacji warszawskich więzień i obozów. Pod koniec lipca Schutzhaftlagerführer Heinz Villain polecił zgłosić się wszystkim więźniom, którzy nie czują się na siłach sprostać trudom pieszego marszu. Chorym i wyczerpanym miano rzekomo zapewnić transport wozami konnymi. W rzeczywistości wszyscy, którzy się zgłosili, zostali rozstrzelani (27 lipca). Tego samego dnia wymordowano także wszystkich pacjentów obozowego lazaretu. Łącznie zginęło wówczas ok. 400 więźniów.
Ewakuacja KL Warschau rozpoczęła się 28 lipca. Blisko 4 tys. więźniów wyprowadzono tego dnia z obozu i w dotkliwym upale pognano pieszo w kierunku Kutna. W trakcie trwającego trzy dni marszu więźniowie nie otrzymali wody i pożywienia. Obozowa straż mordowała wszystkich, którzy nie mieli siły iść dalej lub zbyt wolno reagowali na polecenia. Ci, którzy przeżyli, zostali 2 sierpnia załadowani do wagonów towarowych i wywiezieni w głąb Niemiec. Trudne warunki transportu oraz okrucieństwo strażników przyniosły kolejne ofiary. Ostatecznie 6 sierpnia ocalali więźniowie znaleźli się w KL Dachau. Według Bogusława Kopki „marsz śmierci” i podróż koleją pochłonęły prawdopodobnie około 2 tys. ofiar. Z kolei według autorów opracowania Encyclopedia of Camps and Ghettos w czasie ewakuacji zginęło co najmniej 500 więźniów.
W KL Warschau pozostało około 90 esesmanów. Pozostało tam również około 400 więźniów, których Niemcy zamierzali wykorzystać do likwidacji obozu i zatarcia śladów zbrodni. Wśród tych ostatnich znalazło się od 38 do 100 żydowskich więźniów Pawiaka (w tym pewna liczba kobiet), których 28 lipca przeniesiono z więzienia do obozu przy ul. Gęsiej.

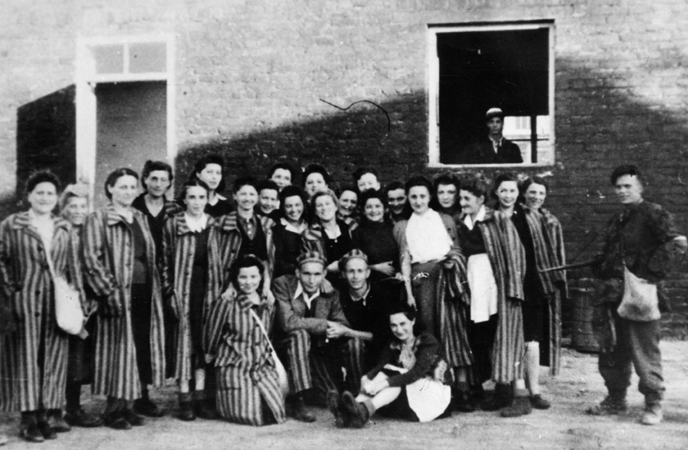
Więźniarki KL Warschau uwolnione 5 sierpnia 1944 przez żołnierzy batalionu „Zośka”

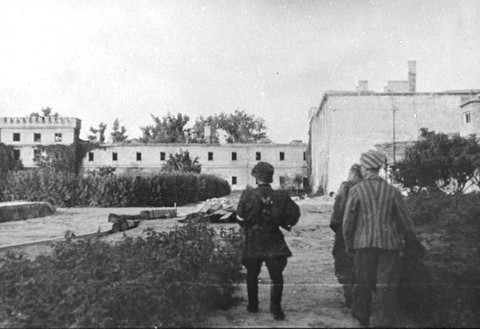
Żołnierz AK oprowadzany po terenie obozu przez uwolnionych więźniów

1 sierpnia Armia Krajowa rozpoczęła powstanie przeciw Niemcom w Warszawie. W pierwszym dniu walk oddział Kedywu Okręgu Warszawskiego AK dowodzony przez por. Stanisława Sosabowskiego ps. „Stasinek” zdobył magazyny Waffen-SS na Stawkach oraz szkołę przy ul. Niskiej, uwalniając ok. 50 pracujących tam więźniów KL Warschau. Tymczasem wkrótce po wybuchu powstania personel KL Warschau wycofał się wraz z więźniami do „starego obozu”, gdzie zajął umocnione stanowiska obronne. Zabudowania „nowego obozu” leżące przy ul. Okopowej zostały częściowo opanowane przez żołnierzy AK, a częściowo stanowiły „ziemię niczyją”. W kolejnych dniach kilkukrotnie zapuszczały się tam powstańcze patrole. Wkrótce dowódca Brygady „Broda 53” kpt. Jan Kajus Andrzejewski ps. „Jan” zaproponował ppłk. Janowi Mazurkiewiczowi ps. „Radosław” przeprowadzenie szturmu na „Gęsiówkę”. Przemawiały za tym zarówno względy taktyczne (wywalczenie połączenia ze Starówką poprzez ruiny getta), jak też względy natury humanitarnej (uwolnienie więźniów, którzy w każdej chwili mogli zostać wymordowani). Po uzyskaniu zgody dowódcy zgrupowania opracowano plan natarcia. Zadanie zdobycia obozu otrzymał harcerski batalion „Zośka”. Główny ciężar walki miały wziąć na siebie kompania „Giewont” oraz pluton „Felek” z kompanii „Rudy”. Pluton „Alek” miał osłaniać ogniem polskie natarcie.
Uderzenie, które poprowadził dowódca „Zośki” por. Ryszard Białous ps. „Jerzy”, rozpoczęło się 5 sierpnia o godz. 10:00. Decydujący wpływ na przebieg starcia miało wykorzystanie przez Polaków zdobycznego czołgu PzKpfw V Panther, który celnymi strzałami swego działa rozbił niemieckie wieże strażnicze i bunkry. Po zaciętej walce niemiecka obrona załamała się, a ocalali esesmani uciekli pod osłonę murów Pawiaka. W zdobytym obozie żołnierze AK uwolnili 348 Żydów, w tym 24 kobiety. Wiadomo, że spośród uwolnionych tylko 89 osób było obywatelami polskimi. Historykom udało się ustalić nazwiska 73 wyzwolonych więźniów . Batalion „Zośka” okupił swój sukces utratą jednego zabitego i dwóch rannych (z czego jeden zmarł).
Większość uwolnionych Żydów zgłosiła się ochotniczo w szeregi oddziałów powstańczych. Służyli oni później zarówno z bronią w ręku, jak też w jednostkach pomocniczych, które zajmowały się gaszeniem pożarów, ratowaniem zasypanych, transportem i aprowizacją.

## Powojenne losy obozu

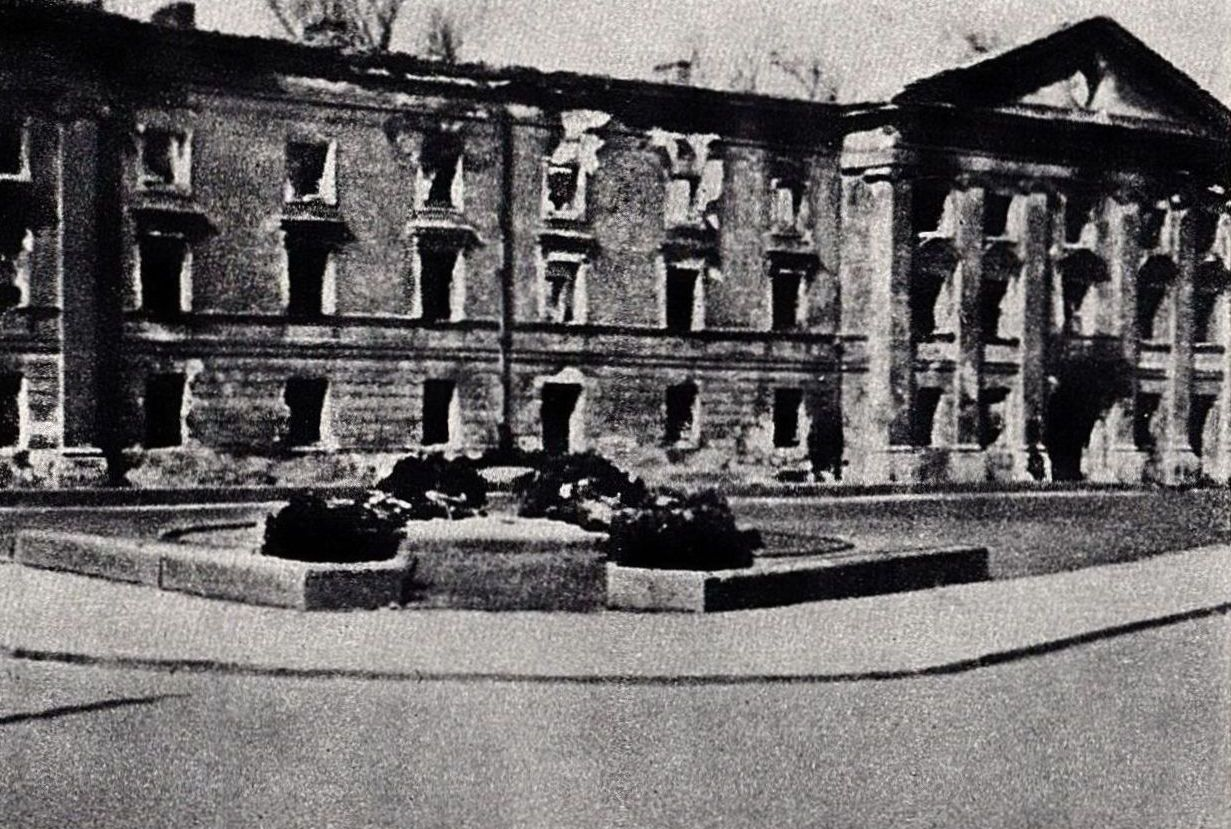
Ruiny frontowego gmachu „Gęsiówki”. Przed nimi widoczny pierwszy pomnik Bohaterów Getta

Wkrótce po wyparciu Niemców z Warszawy część dawnego KL Warschau została przejęta przez sowieckie NKWD, które urządziło tam własny obóz dla jeńców niemieckich, członków AK oraz żołnierzy podziemia niepodległościowego. Funkcjonował on od stycznia do maja 1945 roku. Więźniowie byli przetrzymywani w fatalnych warunkach, prawdopodobnie w obozie dochodziło również do licznych egzekucji.
W połowie 1945 roku teren dawnego KL Warschau przejęło Ministerstwo Bezpieczeństwa Publicznego, które zorganizowało tam obóz dla jeńców niemieckich. Nosił on nazwę Centralnego Obozu Pracy dla Odbudowy Warszawy, a przebywających w nim Niemców zatrudniano przy pracach budowlanych i rozbiórkowych na terenie stolicy. W latach 1948–1949 większość jeńców zwolniono, a w listopadzie 1949 w miejscu dawnego obozu MBP utworzyło Centralne Więzienie – Ośrodek Pracy w Warszawie (znane także jako Centralne Więzienie Warszawa II Gęsiówka). Przetrzymywano tam przede wszystkim kryminalistów oraz osoby skazane wyrokami Komisji Specjalnej do Walki z Nadużyciami i Szkodnictwem Gospodarczym. Więźniowie pracowali m.in. przy produkcji materiałów budowlanych na potrzeby odbudowy Warszawy. Obóz zlikwidowano w 1956 roku. Według autorów opracowania Lista osób zmarłych w więzieniach polskich w latach 1944–1956 w kompleksie komunistycznych obozów przy przedwojennej ul. Gęsiej zmarło łącznie 1180 osób. Bogusław Kopka szacuje liczbę ofiar na około 1800.
Wypalony gmach „Gęsiówki” został rozebrany w 1965 roku. Obecnie w miejscu, gdzie istniał KL Warschau, znajdują się skwer, zabudowa mieszkalna oraz gmach Muzeum Historii Żydów Polskich. Nie zachował się żaden fragment zabudowy obozu.

## Powojenne śledztwa
Już w maju 1945 Warszawska Okręgowa Komisja Badania Zbrodni Niemieckich rozpoczęła śledztwo w sprawie zbrodni popełnionych przez okupantów w obozie przy ul. Gęsiej. Kilkukrotnie przeprowadzano tam oględziny, co zaowocowało m.in. sporządzeniem bardzo cennej z historycznego punktu widzenia dokumentacji fotograficznej. Między 15 a 25 września 1946 na terenie dawnego więzienia wojskowego prowadzone były prace ekshumacyjne, w których wyniku zebrano ok. 2180 kg prochów ludzkich. Prochy i szczątki ludzkie ekshumowane z terenu „Gęsiówki” zostały pogrzebane na Cmentarzu Wolskim .
Prace ekshumacyjno-śledcze objęły tylko część dawnego KL Warschau, a w 1947 roku zostały niespodziewanie wstrzymane. Przerwanie śledztwa było spowodowane czynnikami natury politycznej, tj. miało bezpośredni związek z utworzeniem przy ul. Gęsiej obozu pracy MBP. Dopiero w 1974 roku Główna Komisja Badania Zbrodni Hitlerowskich w Polsce działając na wniosek Centrali Badania Zbrodni Narodowosocjalistycznych w Ludwigsburgu, wznowiła śledztwo w sprawie zbrodni popełnionych przez funkcjonariuszy SS w obozie KL Warschau. Zostało ono zawieszone w 1976 roku „z uwagi na wyczerpanie możliwości dowodowych na terenie PRL”. Wobec pojawienia się nowych dowodów śledztwo wznowiono w 1986 roku, natomiast dziesięć lat później ponownie je umorzono (z powodu niewykrycia bądź śmierci sprawców zbrodni). Umorzone zostało także śledztwo prowadzone przez organy wymiaru sprawiedliwości RFN.
Wzrost zainteresowania polskiej opinii publicznej tematyką KL Warschau, a w szczególności przyjęcie przez Sejm uchwały w sprawie upamiętnienia ofiar obozu, spowodowały, że w styczniu 2002 roku Prokuratura Okręgowa w Warszawie podjęła decyzję o wznowieniu śledztwa w sprawie zbrodni popełnionych przez Niemców w warszawskim obozie koncentracyjnym. Było ono początkowo prowadzone przez Oddziałową Komisję Ścigania Zbrodni przeciwko Narodowi Polskiemu w Warszawie, następnie przez Oddziałową Komisję w Łodzi, by ostatecznie ponownie powrócić do Warszawy. Postanowieniem z 23 stycznia 2017 roku śledztwo zostało umorzone .

### Odpowiedzialność sprawców
Po zakończeniu wojny część członków personelu KL Warschau została pociągnięta do odpowiedzialności karnej.
- 53 esesmanów lub więźniów funkcyjnych zostało osądzonych przez wymiar sprawiedliwości Polski Ludowej, otrzymując w większości wypadków stosunkowo niskie wyroki[77]. Pięciu oskarżonych skazano na karę śmierci i stracono[g], siedmiu zmarło w więzieniu, pozostali w większości wypadków wyszli na wolność najpóźniej w 1956 roku[78].
- Pewna liczba członków załogi KL Warschau została osądzona w procesach członków personelu niemieckich obozów koncentracyjnych, które toczyły się po wojnie w amerykańskiej strefie okupacyjnej w Niemczech. W gronie tym znaleźli się m.in. Friedrich Wilhelm Ruppert, Alfred Kramer i Franz Mielenz, których skazano w procesach załogi Dachau (pierwszych dwóch stracono w 1946, trzeci zmarł w więzieniu), a także obozowy lekarz Willy Jobst, którego skazano w procesie załogi Mauthausen-Gusen (stracony w 1947)[79].
- Walter Wawrzyniak został w 1950 roku skazany przez wschodnioniemiecki sąd na karę śmierci, zamienioną rok później na karę dożywotniego pozbawienia wolności[80].
- Heinz Villain – jeden z najokrutniejszych członków personelu KL Warschau[81] – był sądzony w procesie załogi Majdanka. W 1981 roku sąd w zachodnioniemieckim Düsseldorfie wymierzył mu karę sześciu lat pozbawienia wolności[36].

W lipcu 2000 decyzją sądu okręgowego dla wschodniej Pensylwanii amerykańskiego obywatelstwa został pozbawiony Theodor Szehinskyj, który służył jako strażnik w kilku niemieckich obozach koncentracyjnych, w tym w KL Warschau.
Większość członków personelu KL Warschau nie poniosła odpowiedzialności za swoje zbrodnie. W szczególności nie udało się ustalić losów komendanta Nicolausa Herbeta i kierownika obozu Wilhelma Härtela. W styczniu 2017 roku pion śledczy Instytutu Pamięci Narodowej przypuszczał, że żyć może jeszcze co najmniej kilku esesmanów z obozowej załogi .

## Kontrowersje wokół ustaleń Marii Trzcińskiej

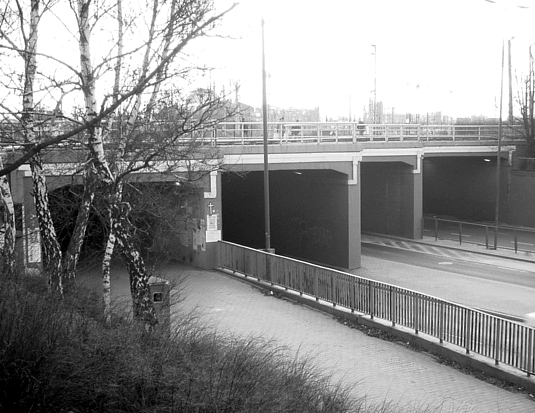
Tunele przy dworcu Warszawa Zachodnia. W drugim od lewej strony miała rzekomo znajdować się komora gazowa

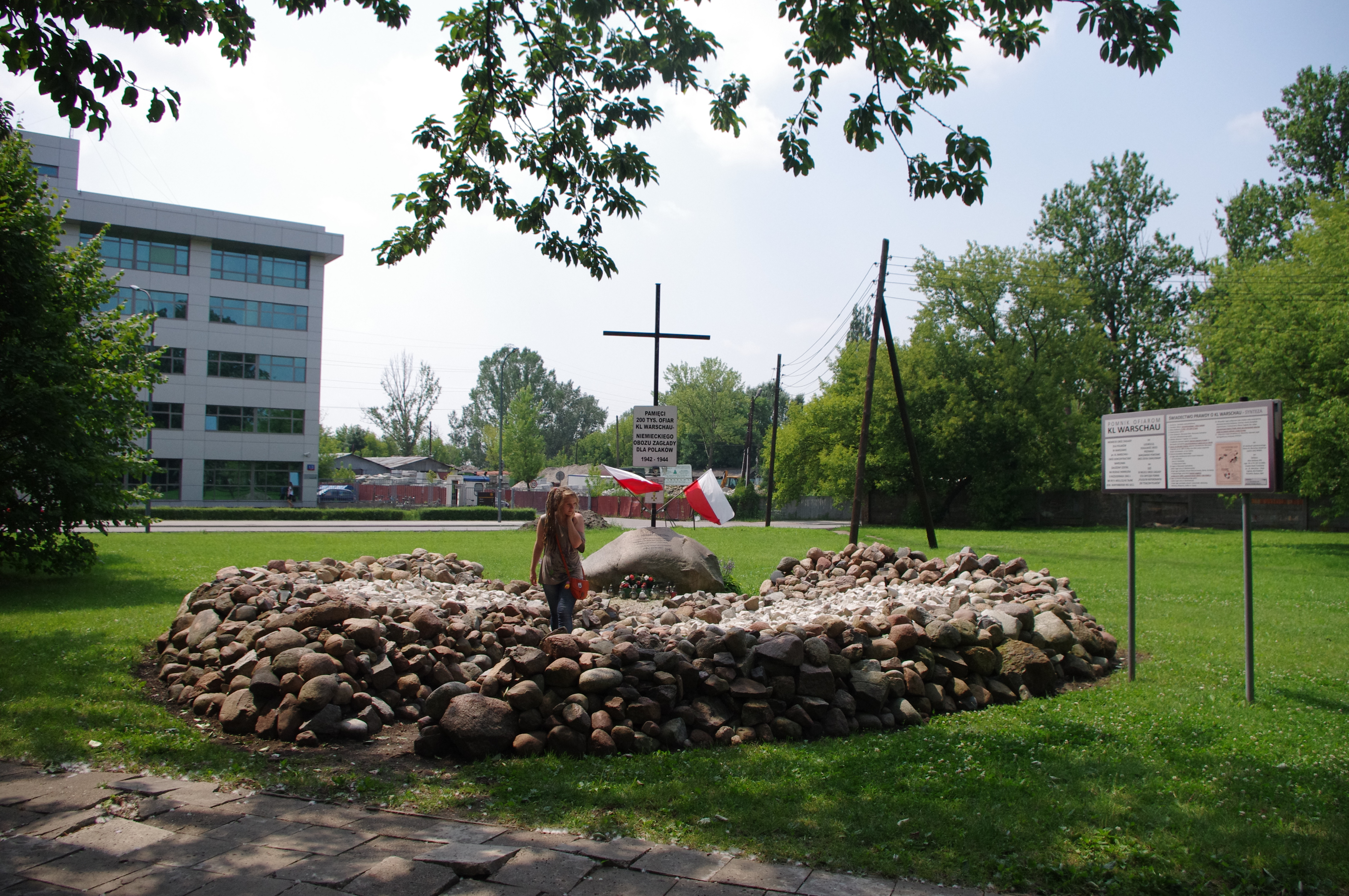
Społeczne miejsce pamięci na skwerze im. Alojzego Pawełka, nieopodal którego rzekomo znajdować się miały podobozy KL Warschau i komory gazowe

W latach 70. i 80. XX wieku śledztwo w sprawie zbrodni popełnionych przez Niemców w KL Warschau prowadziła z ramienia GKBZH sędzia Maria Trzcińska. W późniejszych latach działała ona bardzo aktywnie na rzecz upamiętnienia ofiar obozu. W 2002 roku Trzcińska opublikowała książkę Obóz zagłady w centrum Warszawy. Konzentrationslager Warschau, w której zawarła wyniki swoich dotychczasowych badań nad historią KL Warschau. Publikacja ta przyczyniła się w istotny sposób do przywrócenia pamięci o istnieniu niemieckiego obozu koncentracyjnego w centrum Warszawy. Gdy w 2007 roku IPN wydał książkę Bogusława Kopki Konzentrationslager Warschau. Historia i następstwa, w której zakwestionowano najważniejsze ustalenia Trzcińskiej, wydała ona kolejną książkę – zatytułowaną KL Warschau w świetle dokumentów – w której podtrzymała wszystkie swoje dotychczasowe ustalenia. Przedstawiały się one następująco:
- KL Warschau działał od października 1942 roku[88].
- KL Warschau stanowił rozległy kompleks, w którego skład wchodziło pięć lagrów: obozy przy ulicach Gęsiej i Bonifraterskiej (oba na terenie byłego getta), obóz za Laskiem na Kole oraz dwa obozy[h] przy Dworcu Zachodnim[88]. Obozem macierzystym był lager na Kole, który wcześniej miał pełnić funkcję obozu jenieckiego dla żołnierzy WP wziętych do niewoli we wrześniu 1939[89]. Według Trzcińskiej kompleks obozowy zajmował tereny o łącznej powierzchni ok. 120 ha, na których wzniesiono 119 baraków zdolnych pomieścić 41 tys. więźniów[90].
- KL Warschau stanowił obóz zagłady dla Polaków, będący jednym z elementów realizacji tzw. planu Pabsta, który przewidywał zredukowanie stolicy Polski do roli miasta prowincjonalnego poprzez zburzenie większości jej zabudowy i zmniejszenie liczby mieszkańców do 500 tys.[91] W obozie poprzez użycie komór gazowych i masowe rozstrzeliwania miano prowadzić eksterminację ludności Warszawy[92].
- Liczba ofiar KL Warschau sięgnęła 200 tys., w większości etnicznych Polaków[93].
- Władze Polski Ludowej nie były zainteresowane badaniem historii KL Warschau oraz uczczeniem jego ofiar, gdyż obawiały się ujawnienia niewygodnych z ich punktu widzenia faktów na temat obozów NKWD i MBP istniejących po wojnie w rejonie ul. Gęsiej[94].

Według Trzcińskiej szczególną rolę w akcji eksterminacyjnej miał odgrywać tunel przy ul. Bema nieopodal Dworca Zachodniego, przekształcony jakoby przez Niemców w gigantyczną komorę gazową. Ciała pomordowanych miały być potajemnie przewożone do obozu przy ul. Gęsiej i palone w tamtejszym krematorium.
Wyniki prac specjalnej grupy badawczej powołanej w 2006 roku przez prezesa IPN nie potwierdziły ustaleń sędzi Trzcińskiej. Nie potwierdziły ich również wyniki śledztwa w sprawie KL Warschau prowadzonego przez pion śledczy IPN, a umorzonego w 2017 roku . Jej tezy są ponadto kwestionowane przez historyków oraz badaczy okupacyjnych dziejów Warszawy, w tym Władysława Bartoszewskiego, Tomasza Szarotę i Jana Żaryna. Wysuwane są przede wszystkim następujące argumenty:
- Brakuje przekonujących dowodów, które potwierdzałyby tezę, że KL Warschau obejmował inne lagry niż obóz przy ul. Gęsiej. W zeznaniach świadków brak bowiem jakiejkolwiek wzmianki o istnieniu obozu przy ul. Bonifraterskiej. Z kolei zeznania odnoszące się do rzekomych lagrów na Kole i przy Dworcu Zachodnim są nieliczne, mało szczegółowe, a także wzajemnie sprzeczne[99]. Nie ma także dowodów, iż przed utworzeniem KL Warschau funkcjonował na Kole obóz jeniecki[100].
- Brakuje przekonujących dowodów, które pozwoliłyby uzasadnić tezę, iż KL Warschau był obozem zagłady, a tunel w rejonie Dworca Zachodniego był wykorzystywany przez Niemców jako komora gazowa. Milczą bowiem na ten temat zarówno niemieckie archiwa, jak też raporty Polskiego Państwa Podziemnego. Ustaleń sędzi Trzcińskiej nie potwierdzają ponadto relacje świadków zebrane w czasie wojny lub niedługo po jej zakończeniu[101]. Te świadectwa, na które się powoływała zostały spisane kilkadziesiąt lat po zakończeniu wojny, a ich wiarygodność jest wątpliwa[102][86]. Ponadto zeznania emerytowanych pracowników Centralnego Biura Projektowo-Badawczego Budownictwa Kolejowego „Kolprojekt” oraz zachowane dokumenty wskazują, że urządzenia wentylacyjne w tunelu przy ul. Bema – będące rzekomo pozostałościami po komorze gazowej – zostały w rzeczywistości zaprojektowane w latach 60. i 70. XX wieku[103].
- Dotychczasowe ustalenia na temat strat poniesionych przez ludność Warszawy w czasie II wojny światowej nie potwierdzają, aby w KL Warschau mogło zginąć aż 200 tys. mieszkańców stolicy[104][105].

W 2017 roku opublikowano wyniki badań prowadzonych przez Zygmunta Walkowskiego. Przeprowadzona przezeń analiza tysięcy zdjęć lotniczych Warszawy – w tym zdjęć wykonanych podczas wojny przez Luftwaffe i odnalezionych w amerykańskich archiwach – wykazała, że KL Warschau był ograniczony do rejonu ul. Gęsiej, natomiast w okolicach Dworca Zachodniego, Fortu Bema i Lasku na Kole nie było żadnej infrastruktury obozowej. Walkowski udowodnił m.in., że tunel przy Dworcu Zachodnim był w czasach okupacji otwarty dla ruchu, a dwa stojące nad nim ceglane cylindry – służące rzekomo do wtłaczania cyklonu B – zostały wybudowane dopiero w latach 70. Z jego analizy wynika ponadto, że podczas okupacji mieszkańcy Warszawy mieli swobodny wstęp do Lasku na Kole, znajdujące się tam baraki zostały wybudowane jeszcze w latach 30., a rzekoma „ściana śmierci” – dopiero w 1972 roku .
Zdaniem niektórych historyków i publicystów, m.in. Jana Grabowskiego, Christiana Daviesa, Havi Dreifuss i Beaty Chomątowskiej, teorię o istnieniu obozu zagłady dla Polaków w centrum okupowanej Warszawy należy zaliczyć do kategorii teorii spiskowych. Za faktem jej pojawienia się w publicznym obiegu stoi ich zdaniem dążenie do podważenia wyjątkowości Holocaustu  .

## Upamiętnienie

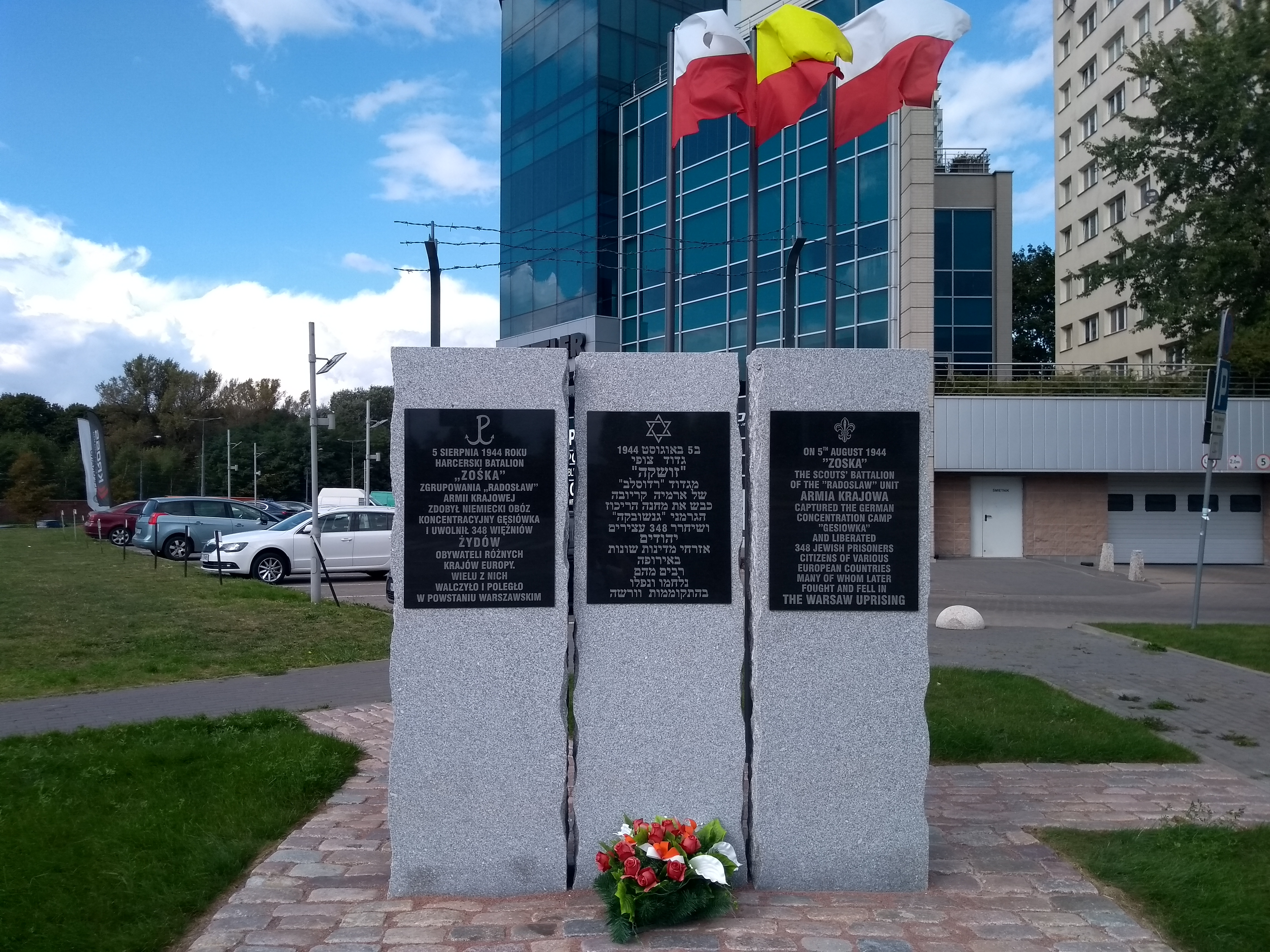
Tablica przy ul. Mordechaja Anielewicza, upamiętniająca wyzwolenie obozu

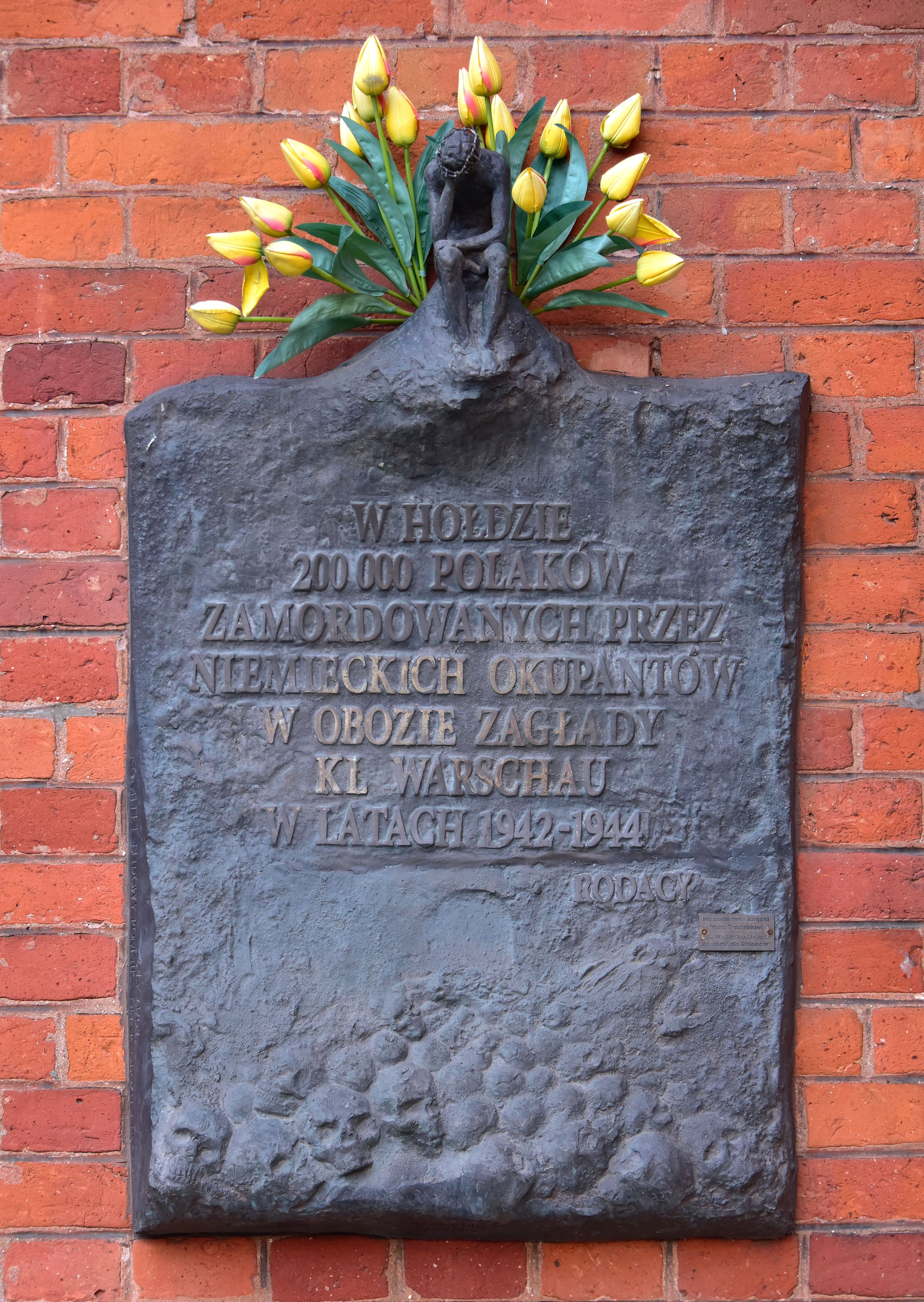
Tablica przy wejściu do kościoła św. Stanisława Biskupa i Męczennika

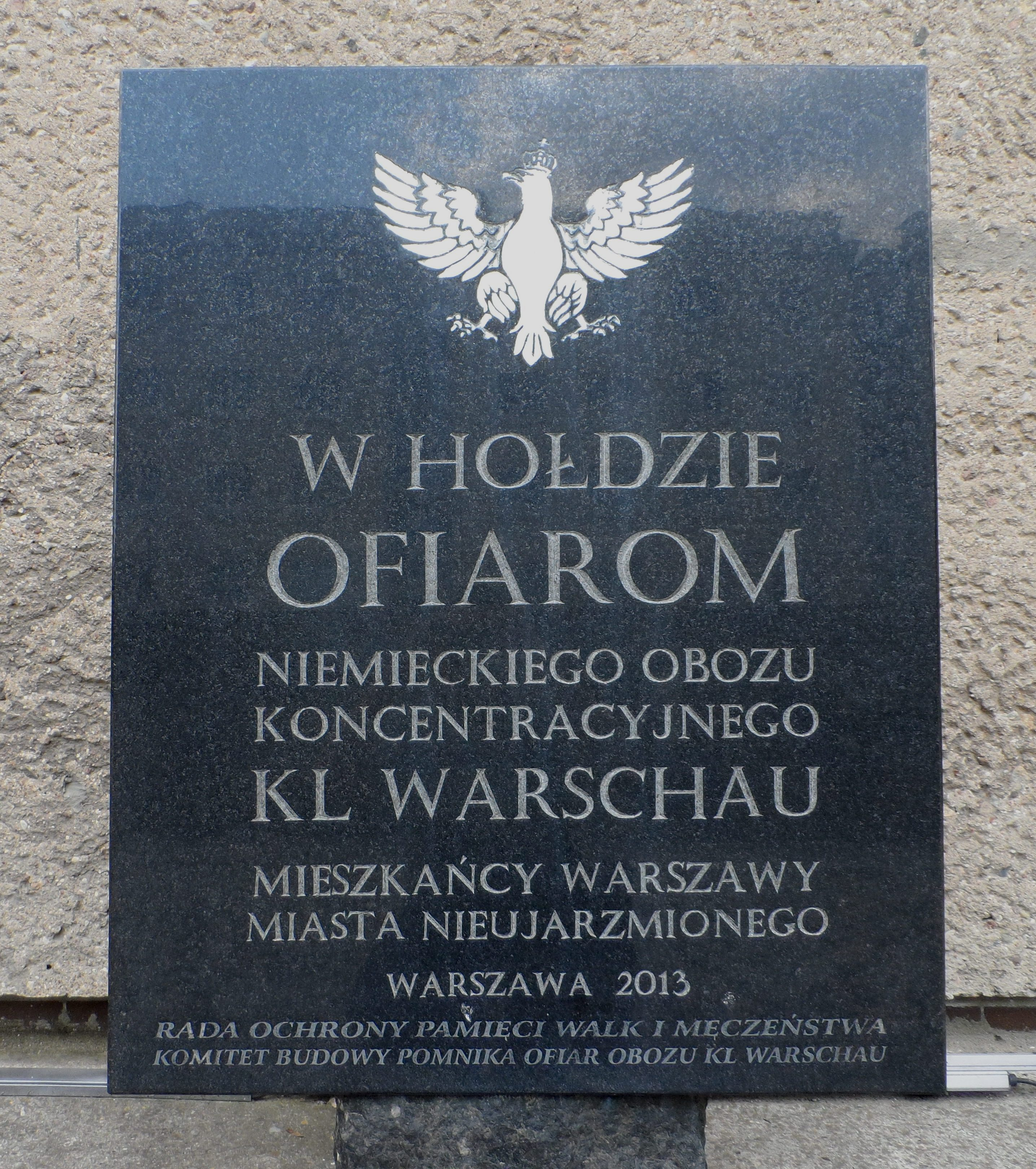
Pamiątkowa tablica na terenie Muzeum Więzienia Pawiak

Prawdopodobnie w latach 50. na murze wypalonego gmachu Koszar Wołyńskich, a dokładnie na elewacji od strony ul. Zamenhofa, zainstalowana została piaskowcowa tablica pamiątkowa projektu Karola Tchorka . Widniał na niej napis: „W latach 1943–1944 w ruinach tego domu hitlerowcy wielokrotnie rozstrzeliwali i palili patriotów polskich”. Tablica zaginęła po rozebraniu ruin w 1965 roku.
27 lipca 2001 Sejm RP przyjął uchwałę w sprawie upamiętnienia ofiar Konzentrationslager Warschau. Znalazł się w niej m.in. apel o wzniesienie pomnika upamiętniającego zamordowanych tam Polaków oraz obywateli innych państw. Z kolei 11 marca 2004 Rada m.st. Warszawy przyjęła uchwałę w sprawie wyrażenia zgody na budowę pomnika upamiętniającego ofiary KL Warschau. Dokument ten przewidywał postawienie pomnika na skwerze im. Alojzego Pawełka w dzielnicy Wola, tj. nieopodal miejsca, gdzie według ustaleń sędzi Marii Trzcińskiej znajdować miały się podobozy KL Warschau i komory gazowe. 22 października 2009 Rada m.st. Warszawy po konsultacjach z Radą Ochrony Pamięci Walk i Męczeństwa  przyjęła jednak kolejną uchwałę, w której uchyliła uchwałę z 2004 roku, a jako miejsce nowej lokalizacji pomnika wskazała Skwer im. gen. Jana Jura-Gorzechowskiego przy skrzyżowaniu al. Jana Pawła II i ul. Dzielnej na Muranowie. Decyzja ta spotkała się z protestami sędzi Trzcińskiej i jej zwolenników . Pomnik ofiar KL Warschau nie został dotąd postawiony.
W rezultacie na terenie dawnego obozu znajduje się obecnie tylko jedno miejsce pamięci związane z jego historią. Jest nim wolno stojąca tablica pamiątkowa z napisem w trzech językach, znajdująca się przy ul. Mordechaja Anielewicza róg Okopowej, która informuje o wyzwoleniu „niemieckiego obozu koncentracyjnego »Gęsiówka«” przez żołnierzy batalionu „Zośka” . 8 listopada 2013 tablicę poświęconą ofiarom KL Warschau odsłonięto także na terenie stołecznego Muzeum Więzienia Pawiak.
Na skwerze im. Alojzego Pawełka oraz w Lasku na Kole zwolennicy tez sędzi Trzcińskiej stworzyli nieoficjalne miejsca pamięci. Z ich inicjatywy w 2009 roku przy wejściu do kościoła św. Stanisława Biskupa i Męczennika przy ul. Bema na Woli umieszczono tablicę oddającą hołd: „200 000 Polaków zamordowanych przez niemieckich okupantów w obozie zagłady KL Warschau”. Z kolei w październiku 2017 roku tablicę, która również zawiera informację o 200 tys. ofiar zamordowanych w KL Warschau w latach 1942–1944, zawieszono na ścianie kościoła Matki Bożej Królowej Polskich Męczenników na warszawskiej Pradze-Południe.